# Opistodom

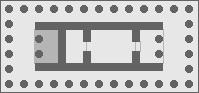
Plán chrámu se zvýrazněným opistodomem

Opistodom (též opisthodomos/opthodomos z řečtiny ὀπισθόδομος) je zadní sál řeckých chrámů, které jsou postavené symetricky a proti opistodomu stojí síň pronaos.

## Umístění
Opistodom lze nalézt v těchto antických chrámech:
- Diův chrám v Olympii
- Parthenon na Akropoli v Athénách
- Apollonův chrám Epikourios v Bassai
- Chrámu Atheny Lindia na Lindos
- Chrám Dionysův na Teos
- Chámu Atheny Aphaea na Aegina
- Poseidonův chrám na mysu Sounion